# إرنست أو. هولاند
إرنست أو. هولاند (بالإنجليزية: Ernest O. Holland)‏ هو أكاديمي أمريكي، ولد في 4 فبراير 1874 في Bennington, Indiana ‏ في الولايات المتحدة، وتوفي في 30 مايو 1950.